# Keuppia
La keuppia (gen. Keuppia) è un mollusco estinto, considerato uno dei più antichi polpi. Visse all'inizio del Cretaceo superiore (circa 95 milioni di anni fa) e i suoi resti sono stati ritrovati in Libano.

## Significato dei fossili
I resti di questo genere di polpi si sono conservati perfettamente nei sedimenti di Hâqel e Hâdjoula, in Libano; questo tipo di conservazione è straordinario per i polpi, poiché questi animali sono composti solo di parti molli, normalmente di difficile conservazione e si disintegrano prima della fossilizzazione. La presenza di una conchiglia vestigiale (gladio) in Keuppia mostra che questi animali erano forme di transizione tra i calamari e i veri polpi; la conchiglia interna si era divisa in due in queste prime forme, prima di ridursi ulteriormente in strutture simili a stiletti (come in Styletoctopus, rinvenuto nello stesso giacimento). Di Keuppia sono note due specie, K. hyperbolaris e K. levante.